# Parque nacional de Monte Alén
El Parque Nacional de Monte Alén es un parque nacional situado en la cadena montañosa de Niefang, en la región continental de Guinea Ecuatorial. Su superficie es de unos 1400 km² de bosque húmedo y su altitud varía entre los 300 y los 1200 m s. n. m.
El bosque de Monte Alén alberga una fauna y una flora típica del bosque denso africano con especies características de la zona forestal guineo-atlántica. Ricos en plantas de la familia caesalpiniaceae, sus bosques presentan una gran riqueza específica.
En lo que a la fauna se refiere, han sido inventariadas más de 105 especies de mamíferos, entre los que destacan 16 especies de primates, y esto a pesar la pequeña superficie del parque.
En 2009 se redactó el plan de gestión del parque nacional con apoyo del programa ECOFAC, que fue validado técnicamente en 2010 por impulso de la ONG ANDEGE y la colaboración de Conservation International y SEO/BirdLife.

## Historia
El proyecto de creación de un parque nacional en aplicación de los compromisos derivados de la Conferencia para la Protección de la fauna y de la flora en África de 1933 se vio frustrado por la sublevación militar de 1936 en la Guinea Española, por lo que no es hasta 1954 en que se incluye el Reglamento de Caza en Guinea, y —ya en una Guinea Ecuatorial independiente— se materializa con la aprobación de las áreas protegidas (Ley n.° 8/1988) en el país y posteriormente con la creación del parque nacional (Ley n.° 3/1997).